# Andrew Tyson
Pour les articles homonymes, voir Tyson.
Andrew Tyson, né le 19 décembre 1986 à Durham, est un pianiste classique américain. 

## Biographie
Andrew Tyson, né le 19 décembre 1986 à Durham, étudie le piano à l’Université de Caroline du Nord avec Thomas Otten, puis à l'Institut Curtis à Philadelphie avec Claude Frank, poursuivant sa formation avec Robert McDonald à la Juilliard School.
Il est régulièrement invité du Falany Performing Arts Center, du Rhoda Walker Teagle Concert au Merkin Hall de New York, de l’Isabella Stewart Gardner Museum de Boston, de la Library of Congress de Washington D.C., de la fondation nationale Chopin de Miami et des festivals de Caramoor, Chopin à El Paso, Brevard, Filharmonia Narodowa en Pologne, Sintra au Portugal, Cultural de Mayo de Guadalajara.
Il se produit comme soliste avec les orchestres symphoniques de Raleigh, de Kansas City, du Colorado, de Hilton Head et de Durham, l’orchestre de chambre du Triangle, l’orchestre royal de chambre de Wallonie dirigé par Marin Alsop.

## Prix et distinctions
- 2011 : prix Young Concert Artists[3],
- 2012 : prix Hallé Orchestra du concours international de Leeds[3], 
  - prix Gina Bachauer de la Julliard School
- 2013 : 6e lauréat du Concours Reine Elisabeth[3].
  - prix Avery Fisher Career[3]
  - prix Brownville Concert Series, Lied Center of Kansas, Bronder pour piano du Saint Vincent College.